# Schimmer Szabolcs
Schimmer Szabolcs (Szombathely, 1984. február 24. –) magyar labdarúgó, hátvéd. Jelenleg a Király SE játékosa.

## Sikerei, díjai
Magyar bajnokság bronzérmese: 2008-2009
Magyar másodosztályú bajnok: 2007-2008

## Külső hivatkozások
- Adatlapja a hlsz.hu-n (magyarul)
- Adatlapja a magyarfutball.hu-n (magyarul)
- Adatlapja az mlsz.hu.hu-n (magyarul)
- Adatlapja a transfermarkt.com-on (angolul)
- Schimmer Szabolcs adatlapja a Soccerway oldalon (angolul)